# I Can
«I Can» (укр. «Я можу») — пісня британського поп-гурту Blue, що представляв країну на музичному конкурсі Євробачення 2011. Вперше в історії конкурсу пісня була обрана BBC без проведення національного відбору або залучення журі; офіційне оголошення пісні-представника сталося 29 січня 2011 року в телепрограмі BBC News і на офіційному сайті Євробачення . Сингл був виданий 1 травня для продажів в інтернеті і 2 травня в форматі CD .